# Verknäs, Pyhäranta
Rihtniemi är en udde i Finland.   Den ligger i landskapet Egentliga Finland, i den sydvästra delen av landet, 220 km nordväst om huvudstaden Helsingfors.
Terrängen inåt land är mycket platt. Havet är nära Rihtniemi åt nordväst. Runt Rihtniemi är det glesbefolkat, med 15 invånare per kvadratkilometer. Närmaste större samhälle är Raumo, 11,5 km öster om Rihtniemi. 